# Võ Văn Thưởng
Võ Văn Thưởng (Hai Duong, 13 de dezembro de 1970) é um político vietnamita e foi Presidente do Vietnã de 2 de março de 2023 a 20 de março de 2024. Ele acabou renunciando por problemas de corrupção.

## Carreira
Sua renúncia após apenas um ano na presidência, em razão de uma campanha governamental anticorrupção, fez dele o presidente vietnamita com menor tempo no cargo desde a reunificação do país e o segundo presidente a renunciar por esse motivo no período. Ao assumir a presidência aos 53 anos de idade havia sido o mais novo presidente da história do país. Seu antecessor, Nguyễn Xuân Phúc, renunciara após ficar dois anos no cargo.
É membro do Politburo do Partido Comunista do Vietnã, membro permanente do Secretariado do 13º Comitê Central do Partido Comunista do Vietnã, membro da 15ª Assembleia Nacional do Vietnã. Ele foi chefe do Departamento Central de Propaganda do Partido Comunista do Vietnã de 2016 a 2021, vice-secretário permanente do Comitê do Partido da cidade de Ho Chi Minh; Secretário do Comitê do Partido Quang Ngai; secretário permanente e primeiro secretário do Comitê Central da União da Juventude Comunista de Ho Chi Minh, presidente da Federação da Juventude do Vietnã. Ele é o membro permanente mais jovem do Secretariado do Comitê Central do Partido na história do Partido Comunista do Vietnã.
Thưởng é membro do Partido Comunista do Vietnã, com mestrado em filosofia e pós-graduação em teoria política. Ele foi membro da 12ª e 14ª Assembleia Nacional do Vietnã e membro do Comitê Central do Partido Comunista do Vietnã desde 2011.